# Lussac-les-Églises
Lussac-les-Églises è un comune francese di 509 abitanti situato nel dipartimento dell'Alta Vienne nella regione della Nuova Aquitania.

## Società

### Evoluzione demografica
Abitanti censiti